# Banefe
Banefe (por un tiempo llamada Santander Banefe) fue una división de consumo bancario chilena, división del Banco Santander Chile, que a su vez es miembro del Grupo Santander, con operaciones entre 1995 y 2017.

## Historia
Banefe nace el 19 de noviembre de 1995, cuando el Banco Santander de Chile fusiona sus divisiones de consumo, Fincard (división de Tarjetas de Crédito) y Financiera Fusa (división de Créditos de Consumo). En junio de 1996 el Banco Santander adquirió el Bancosorno y con ello Banefe absorbió a BanLíder, la división de Créditos de Consumo de Bancosorno.
A partir de ese momento, otras instituciones bancarias entran en este negocio, creando o adquiriendo financieras o divisiones de créditos de consumo, ejemplos de esto son:
- CrediChile, división de créditos de consumo creada por el Banco de Chile en 1993. Desde 2004 es denominada como Banco CrediChile.
- Financiera Fina, posteriormente denominada Finandes, división de créditos de consumo adquirida por el Banco de A. Edwards en 1992, cuyas operaciones se fusionan en 2001 con el Banco de Chile, fusionando Finandes con CrediChile y formando Banco CrediChile.
- Financiera Atlas, financiera adquirida por Citibank en 1999. Ese mismo año es rebautizada como Atlas Citibank. Posteriormente denominada Atlas Banco de Chile luego de la fusión Chile-Citibank en 2008; esta es fusionada con el Banco CrediChile, quedando la imagen de esta última.
- Financiera Conosur, posteriormente denominada en 2003 como Banco Conosur, banco adquirido por el Banco de Crédito e Inversiones (BCI) en 2004, pasó a ser Banco Nova, que fue renombrado en 2008 como Bci Nova.
- Financiera Condell, financiera adquirida por CorpBanca en 1998. En 1999 es rebautizada como BanCondell. Posteriormente pasó a llamarse Banco Condell de CorpBanca, y desde 2016 es llamada Banco Condell de Itaú tras la fusión Itaú-CorpBanca.
- Financiera Solución, posteriormente denominada BanSolución en noviembre de 1996, división de créditos de consumo creada por el Banco de Santiago en 1992. Cuando en 2002, el Banco Santander compra el Banco Santiago, fusionando ese mismo año sus operaciones, en ese entonces fue renombrado como Banco Santiago Express. En 2005, Santander Chile pone a la venta la división y es adquirida por Almacenes París C.S.A. (actual París S.A.) y es renombrada como Banco París como subsidiaria de Cencosud. Banco París cerró en diciembre de 2016.

Hasta mayo de 2004, el logo de Banefe consistía en la palabra "Banefe", con la primera mitad de la palabra (Ban) en azul oscuro y la segunda mitad (efe) en color blanco y sobre un óvalo de color rojo (ocasionalmente de colores amarillo, verde o gris).
Banefe, en junio de 2004, es renombrada como Santander Banefe, renovando totalmente su imagen, basada en la imagen de su matriz, acercándola a Santander. Su nuevo eslogan era Un banco refrescante.
En 2011, y por medio de una campaña de reposicionamiento a nivel nacional, se elimina el "Santander" de su marca, quedando solamente con la denominación "Banefe", que poseía hasta 2004. El logotipo abandona el color naranja, pasando al rojo corporativo del Santander, quedando junto al isotipo que caracteriza a la entidad española.
Actualmente,[¿cuándo?] es la división de consumo con mayor participación de mercado (28%, fuente DF), seguida muy de cerca por BCI Nova (26,8%), Banco CrediChile (25,2%), Banco Condell de CorpBanca y Banco Express de BBVA.
En octubre de 2017, Banco Santander eliminó la marca Banefe y sus clientes y productos pasaron a ser parte del banco, al igual que la mayoría de sus sucursales.